# هارکر کریک (ویسکانسین)
هارکر کریک (ویسکانسین) (به انگلیسی: Harker Creek (Wisconsin)) رودخانه‌ای است که در ایالات متحده آمریکا جریان دارد.